# 多勒 (苏格兰)
多勒（英語：Dollar）在苏格兰克拉克曼南郡奥克尔山南麓。这里19世纪是一个村，现在是镇，多勒镇中有德雯河流过。现有A91号马路过镇，多勒镇东8公里有行雷桥。多勒镇西行6公里有蒂利库特里镇（Tillicoultry），再往西5公里有阿罗威镇（Alva）。多勒镇的产业在18世纪以铜矿、铅矿、铁矿为主，19世纪以纺织业为主。

## 多勒镇特色
- 奥克尔山，在多勒镇北，分东西二峰，最高的本克鲁峰(Ben Cleuch)有721米高，两山联合处架有长桥，瀑布奔腾而下成山涧。
- 坎貝爾城堡，位于多勒镇北的奥克尔山多勒幽谷，为14、15世纪阿该尔诸侯所建，16世纪时苏格兰的玛丽女王曾在此住过。

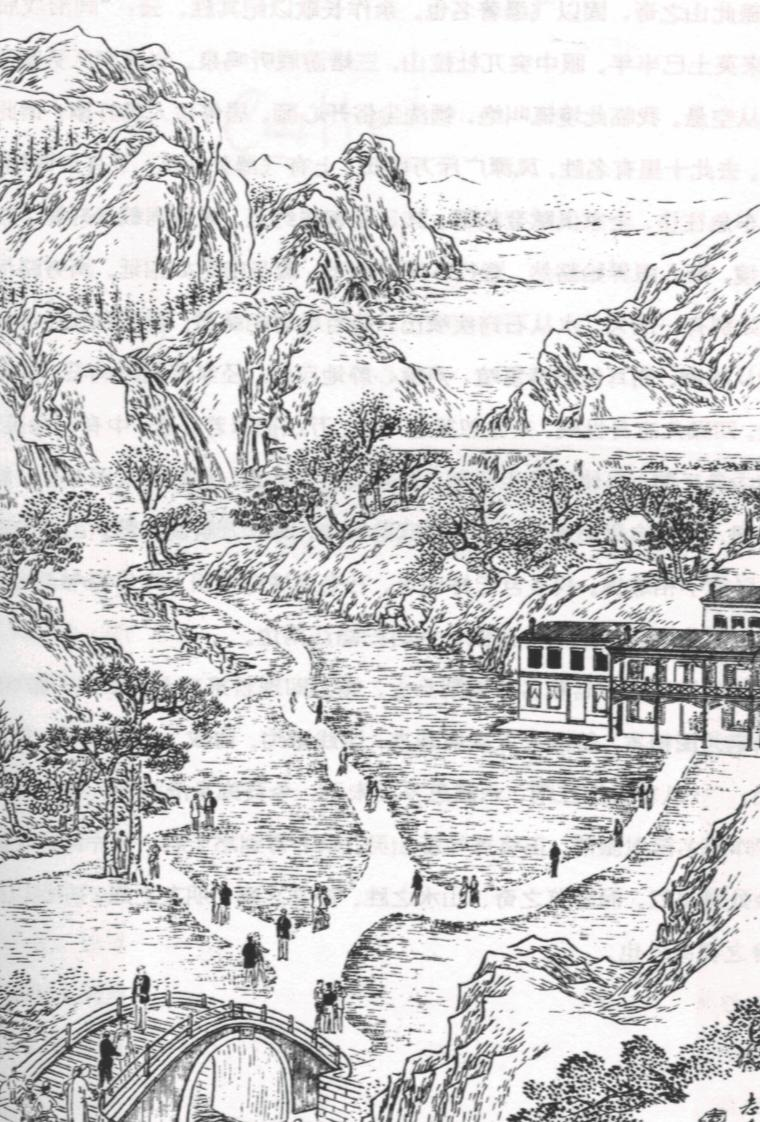
行雷桥（王韬 绘）

- 行雷桥（Rumbling Bridge）在镇东，“桥下泉水之喧若雷”——王韬。
- 多勒学院。

## 名人
1. 苏格兰汉学家理雅各的老家在多勒。

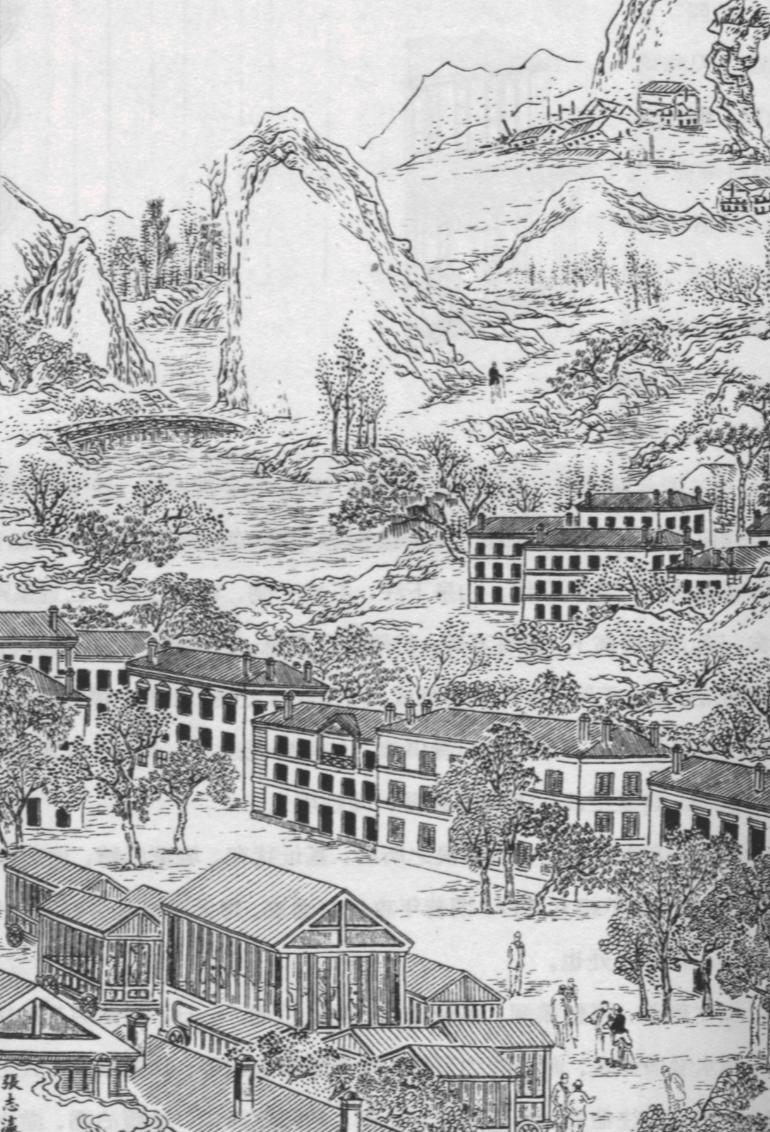
19世纪的多勒镇

1. 中国早期改良派作家王韬曾在1870年至1872年侨居此地，协助理雅各翻译中国古典书籍。王韬著有《畅游灵囿》、《多勒游山》两篇游记，描写多勒风景。[1]
2. 英国浪漫主义画家约瑟夫·玛罗德·威廉·透纳曾来多勒描绘风景。
3. 世界语创建人威廉·奥德曾在多勒居住。
4. 杜瓦瓶发明人杜瓦出自多勒学院。